# Кременска крепост
Кременската крепост е крепост в Югозападна България, разположена край село Кремен.
Крепостта се намира на стръмен склон в Пирин, на 1,72 km североизточно от Кремен и на 1,75 km западно от село Места, на десния бряг на река Ретиже. Формата ѝ е овална с размери 350 m в посока север – юг, и 260 m в посока изток – запад. От укрепителната система най-видими са крепостните валове, а значителна част от градежа е унищожен.